# Malthonica nemorosa
Malthonica nemorosa är en spindelart som först beskrevs av Simon 1916.  Malthonica nemorosa ingår i släktet Malthonica och familjen trattspindlar. Inga underarter finns listade i Catalogue of Life.